# トキ
トキ（朱鷺、鴇、桃花鳥、紅鶴、鴾、学名 : Nipponia nippon）は、ペリカン目トキ科トキ属に分類される鳥類。本種のみでトキ属を構成する。
かつては世界でわずか数羽になるまで減少し絶滅の危機に瀕しており、日本では環境省レッドリストで「野生絶滅」の状態にあった。しかし日中両国の保護によって、2000年代以降は個体数が回復していった。2019年時点の個体数は、中国が2,600羽、日本が600羽、韓国が363羽。
学名は Nipponia nippon（ニッポニア・ニッポン）で、日本の国鳥ではないものの、しばしば「日本を象徴する鳥」などと呼ばれることもある。新潟県の「県の鳥」、同県佐渡市と石川県輪島市の「市の鳥」である。

## 分布とその推移

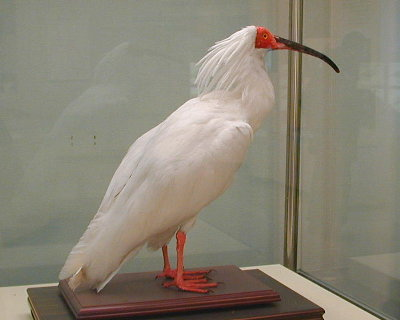
最後の日本産トキ「キン」の剥製（佐渡トキ保護センター蔵）

現在、中国、日本、韓国の3か国で飼育されているほか、3か国とも放鳥された野生個体がいる。

### 本来の分布

#### 日本
1735年頃に発行された『諸国産物帳』によれば、北海道南部、東北、北陸、中国地方に分布していた。明治以降（1860年代後半以降）、20世紀初頭までに種個体群が壊滅し、1920～30年代以降は急速に希少化した。
このような状況にあっても、1922年（大正11年）の『日本鳥類目録』（初版、日本鳥学会編）では、北海道（函館）、本州（宮古、西多摩、横浜、美濃、越後）、伊豆七島、四国（徳島）、九州、沖縄、台湾、朝鮮に分布されると記述されている。20年後の1942年（昭和17年）刊行の『日本鳥類目録』第三版では、初版での分布地に加え、佐渡島、隠岐島に生息するとされた。
江戸時代の文献との差異及び、日本においては留鳥だったが、ユーラシア大陸東部では広域の渡りが行われていたことから、太平洋沿岸～九州・沖縄地方へは渡り鳥として飛来していた可能性がある。
人工繁殖による種の再導入以前における本州最後の生息地は石川県能登半島であり、日本最後の生息地は新潟県の佐渡島であった。2003年（平成15年）に最後の日本産トキ「キン」が死亡したことにより、現在、繁殖しているのは中国産の子孫である（種としては同一、後述）。

#### ユーラシア大陸東部
日本国外では極東ロシア（アムール川・ウスリー川流域）、朝鮮半島、中華人民共和国（北は吉林省、南は福建省、西は甘粛省まで）と東アジアの広い範囲にわたって生息しており、18世紀～19世紀前半まではごくありふれた鳥であった。
しかし、いずれの国でも乱獲や開発によって19世紀から20世紀にかけて激減し、朝鮮半島では1978年の板門店、ロシアでは1981年のウスリー川を最後に観察されていない。

### 種の再導入後の分布
野生では中華人民共和国（陝西省など）に997羽（2010年12月時点） が生息している。
日本の佐渡島においても、2008年（平成20年）以降、人工繁殖のトキが放鳥されており、累計300羽を超えている（後述）。野生でも繁殖が確認され、2020年（令和2年）9月24日時点で、推定458羽が生息している。
飼育下では、中国に620羽（2010年12月時点）、韓国に13羽（2011年7月時点）がいる。日本では、2021年（令和3年）2月15日現在、175羽がおり、佐渡市の佐渡トキ保護センターを主に、分散飼育されている（後述）。

### 現在の生息地
現在のトキの生息地
-  中国
  - 陝西省
    - 洋県、西郷県、城固県、寧陝県、周至県など

-  日本
  - 新潟県佐渡市など

-  韓国
  - 慶尚南道昌寧郡 牛浦沼

トキが飼育されている施設
-  中国（2015年現在）
  - 北京動物園トキ飼育センター
  - 陝西トキ救護センター（洋県）
  - 陝西楼観台トキ飼育センター
  - 陝西寧陝県トキ野生復帰センター
  - 河南省董寨自然保護区トキ飼育センター
  - 浙江省徳清県トキ飼育繁殖基地
  - 陝西省銅川トキ野生復帰センター
  - 陝西省千陽トキ野生復帰センター

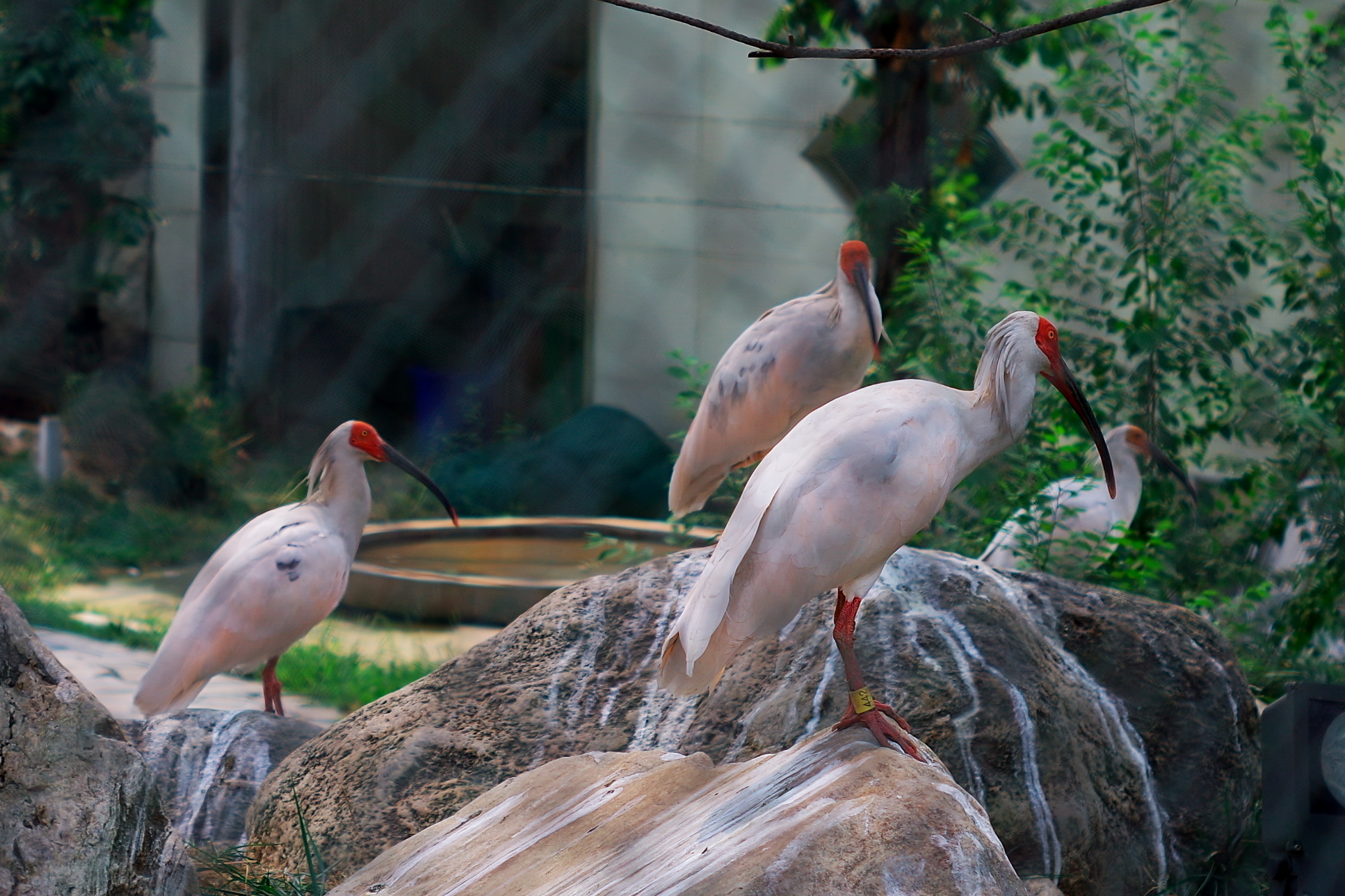
陝西省西安、:zh:滻灞生態区にて（2013年撮影）

-  日本（2021年（令和3年）現在）

-   - 佐渡トキ保護センター
  - 佐渡トキ野生復帰ステーション
  - 多摩動物公園
  - いしかわ動物園　※展示公開あり
  - 出雲市トキ分散飼育センター
  - 長岡市トキ分散飼育センター

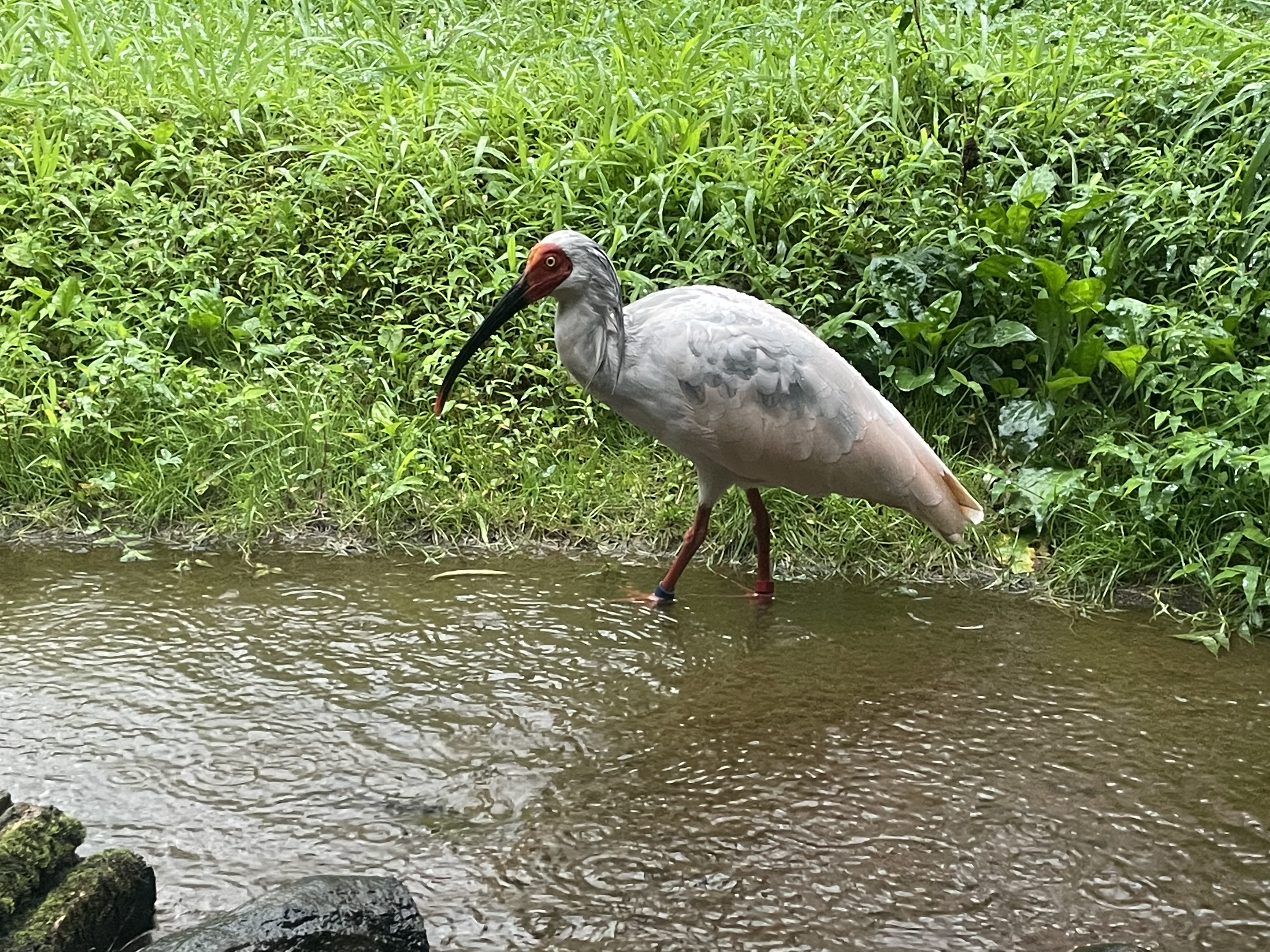
佐渡トキ保護センターの飼育展示個体、メスのさくら。

  - 佐渡市トキふれあいプラザ　※展示公開あり

-  韓国
  - 牛浦トキ復元センター

## 形態
全長70 - 80センチメートル。翼開長は約130センチメートル。顔は赤い皮膚が裸出する。嘴は黒く、先端は赤い。後頭には房状に羽毛（冠羽）が伸長する。全身は白っぽいが、春から夏にかけての翼の下面は朱色がかった濃いピンク色をしており、日本ではこれを「朱鷺色」という。脚も頭と同様に朱色で、虹彩は橙色。幼鳥は全身灰色で、頭部が黄色である。
繁殖期は頸部の皮膚が内分泌により黒くなり、ここから剥がれ落ちた皮膚を上半身に塗り付けるため黒灰色になる。水浴びなどの後にその擦り付けを行うため、水浴び直後は特に濃く、ほとんど黒に近い。
サギ類が飛翔時に首を折り曲げるのに対し、トキは首を伸ばしたまま飛ぶ。また、クロトキなどとは異なり、飛翔時に脚の先が尾羽から出ない。

### 独特な羽色の変化

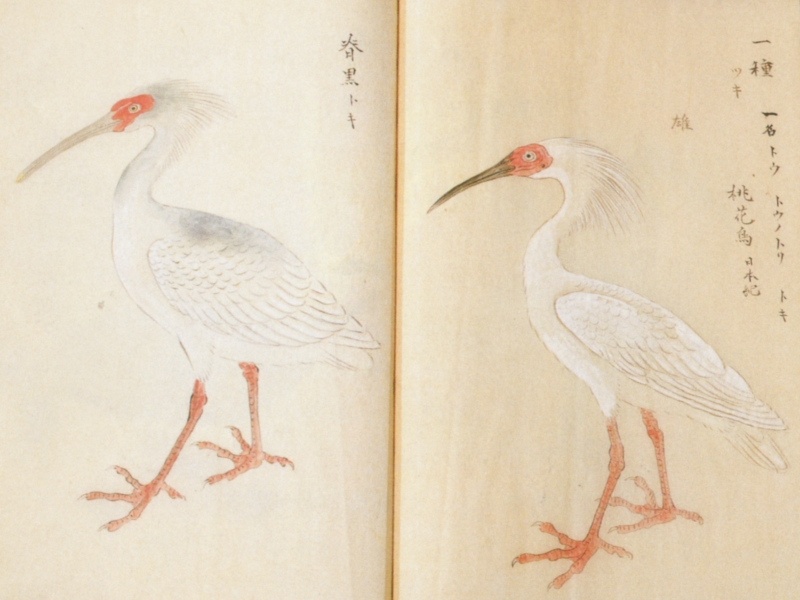
『啓蒙禽譜』（作者不詳、1830 - 1840年代頃）より。非繁殖期の白い姿とは別に、繁殖期の姿を「脊黒トキ」の名で描いている。

トキは繁殖期の前、1月下旬頃から粉末状の物質を分泌し、これを水浴びの後などに体に擦りつけ、自ら「繁殖羽」の黒色に着色する。着色は2月下旬から3月中旬頃に完了するが、こすり付ける行動は8月に入る頃まで続けられる。それをやめると、羽の色も次第に元の白色に戻る。このようなトキの羽色の変色方法は極めて珍しく、これまでに確認されていた羽色変化（換羽、磨耗、退色、脂肪分による着色など）のいずれとも異なる。この原理が解明されるのは20世紀も後半に入ってからのことであり、詳細については未だに分かっていないことも多い。
トキの羽色には白色のものと灰色のものがあること自体は、古くから知られていた。江戸時代後期の『啓蒙禽譜』では、「トキ」の横に「脊黒トキ」の名で繁殖期の背面が黒い姿を描いている。1835年にテミンクによって学名が付されたが、その後1872年にデビットによって中国で見られた灰色のトキが別種の "Ibis sinensis" と命名されている。デビットはその5年後の1877年に、M・E・オウスタレとの共著の中で、オウスタレの見解に従って「灰色型」のトキは変種であるとし、"Ibis nippon var. sinensis" と改めたが、いずれにせよ19世紀後半から20世紀半ばまでは「白色型」と「灰色型」が存在するという見方が主流であった。1920年にはハータートにより、中国秦嶺や朝鮮半島、日本のトキが「白色型」で、ロシアのウスリー地方のトキが「灰色型」との学説が提唱され、ラ・タウチェ、黒田長礼、水野馨、山階芳麿なども同様の報告を出した。トキの羽色が変わるという説は、佐藤春雄が1957年に発表した仮説、内田康夫の1970年の研究などが発表されるに至って、ようやく学会から認められるようになった。実は1891年にM・ベレゾフスキーによって繁殖羽の変色であるという説が既に発表されていたが、それまでは注目されることもなかったようである。

## 分類

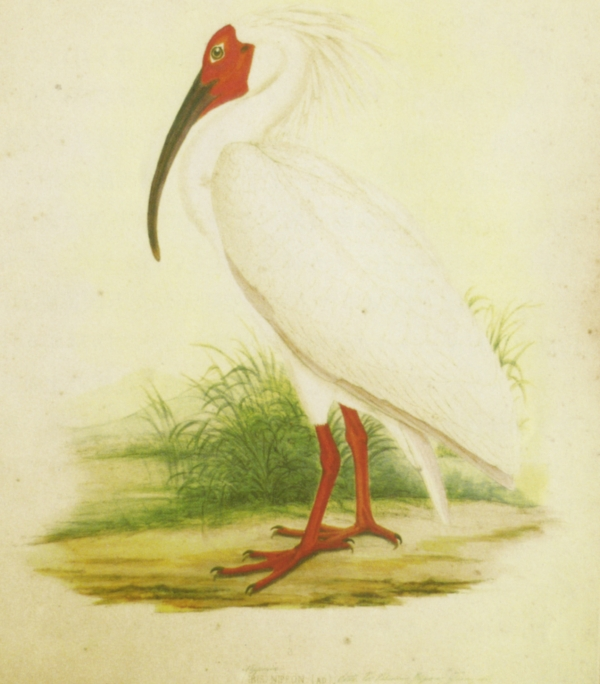
テミンク、シュレーゲルの『日本動物誌』に描かれているトキ。下に薄く "IBIS NIPPON" と記されている。

過去には繁殖期の灰色の個体が別種・変種とみなされたこともあったが、現在では亜種などはなく、日本・中国・朝鮮半島・ロシアのいずれのトキも完全に同一の種と考えられている。日本にいたトキと中国のトキのミトコンドリアDNAの差は 0.06% 程度であり、亜種と言えるほどではなく個体間の変異程度にとどまる。トキのミトコンドリアDNAには今のところ5つの系統が確認されており、日本で最後まで生き残っていたキン、ミドリ、アオ、アカ、フク、ノリはタイプ1、中国で生き残っていたトキの子孫である友友、洋洋、美美はタイプ2である。しかし日本にも以前はタイプ2の（現在飼育・放鳥されているものと同系統の）個体がいたこと、さらに別の系統の存在も判明している。
学名「ニッポニア・ニッポン」 "Nipponia nippon " の属名と種小名は共にローマ字表記の「日本」に由来するが、最初からそのように命名されたわけではない。シーボルトが1828年にオランダへ送った標本により、テミンクが1835年 "Ibis nippon " と命名し、シュレーゲルも論文執筆の際にはそれを用いた。しかし1852年にライヒェンバッハが "Nipponia temmincki" と全く新しい学名を命名した。
学名の命名は先取権の原則により最初につけられた方が有効となるので、ライヒェンバッハの命名は種の名称としては無効だが、属の命名としては新属を提唱したと見なされうる。ライヒェンバッハの属名とテミンクの種小名をあわせた "Nipponia nippon " は、1871年にグレイによって初めて用いられた。1922年には日本鳥学会の『日本鳥類目録』で採用されたこともあり、現在ではこの学名が一般に用いられるようになった。

## 生態

### 全般
トキ亜科の他種と同じくクチバシの触覚が発達しており、それを湿地、田圃などの泥中に差し込み、ドジョウ、サワガニ、カエル、昆虫、オタマジャクシ、タニシなどを捕食する。稀にだが、植物質のものを口にすることもある。鳴き声は「ターア」「グァー」「カッ カッ」などカラスに似た濁った声で、小野蘭山の『本草綱目啓蒙』によると、群れて鳴くと非常にうるさかったようである。この鼻声のような鳴き声については、秋田県にある民話が伝わっている（後述）。サギは首を曲げて飛ぶが、トキの場合は、コウノトリやツルと同様に首を伸ばしたまま飛ぶ。羽ばたき方はサギよりもやや小刻みで、直線的に飛行する。
トキを特異的に宿主としているダニにトキウモウダニ （Compressalges nipponiae） がおり、日本におけるトキの野生絶滅とともに、環境省版レッドリストにて野生絶滅と評価されたのち、中国由来のトキからは見つからず2020年（令和2年）4月に「絶滅」したことが研究発表された。このダニも宿主同様1属1種であり、科のレベルで独立した種であるという説もある。なお、このダニは吸血性ではなく、羽毛くずを餌とするようである。
成熟は2歳であるが、初産齢は多くが3歳である。寿命は、オスメスともに15歳頃とされる。
天敵は、テン、カラス、猛禽類とされる。また、衝突・墜落等の事故による死亡が、死因のうち実に20%を占める。
日本においては留鳥だったが、ユーラシア大陸東部では、かつて広域の渡り集団が存在したと考えられている。

### 年周期活動
群生期（9月中旬頃～翌年1月頃）
繁殖期以外は数羽から十数羽程度の群を作って行動する。
繁殖期（2月～9月中旬頃）
繁殖期には、つがい（一夫一妻制）か単独で行動する。営巣地は、人里離れた静かな山間である。抱卵中は特に警戒心が強い。繁殖中はより敏感であり、危険を感じると雛や卵を放棄することもある。一方、なわばり制は強くなく、防衛行動もほとんど観察されない。こうしたことも集団繁殖性が強く、個体数が多かった時代には、まとまって繁殖行動を行っていた可能性を示唆している。幼鳥の頃に親鳥とはぐれるなどした個体はよく人に慣れ、「キン」などは素手で捕獲されたほどである。
1月下旬ごろから体色の変化が起こり、3月中旬ごろからペアの巣作りや疑交尾が行われる。日本ではマツやコナラなど、中国（陝西省）ではクヌギやバビショウなどの木に、直径60センチメートルほどの巣を作り、4月上旬頃に3個から4個の淡青緑色の卵を産む。抱卵は雌雄交替で期間は約1ヶ月。
4月上旬頃に3～4個程度産卵する。抱卵期間は約28日で、5月上旬頃から孵化する。40～50日間の育雛期間を経て、6月中下旬に巣立つ。

## 人間との関係
1975年のワシントン条約発効時からワシントン条約附属書Iに掲載されている。

### 略年表
|          | 日本                                                                | 朝鮮半島                                               | 中国                                                                      | ロシア   |
| -------- | ------------------------------------------------------------------- | ------------------------------------------------------ | ------------------------------------------------------------------------- | -------- |
| 1910年代 |                                                                     |                                                        |                                                                           |          |
| 1920年代 | 消息途絶                                                            |                                                        |                                                                           |          |
| 1930年代 | 1932年、再発見                                                      |                                                        |                                                                           |          |
| 1940年代 |                                                                     |                                                        |                                                                           |          |
| 1950年代 |                                                                     |                                                        |                                                                           |          |
| 1960年代 | 1967年、新潟県トキ保護センター設立                                  |                                                        | 消息途絶                                                                  | 消息途絶 |
| 1970年代 |                                                                     | 消息途絶                                               |                                                                           |          |
| 1980年代 | 1981年、全鳥捕獲により野生絶滅 （この時点で日本最後の5羽）          |                                                        | 1981年、再発見 （この時点で中国最後の7羽） 1989年、世界初の人工繁殖に成功 |          |
| 1990年代 | 1998年、中国から2羽を寄贈される 1999年、人工繁殖に成功              |                                                        |                                                                           |          |
| 2000年代 | 2003年、日本産トキ絶滅 2008年、佐渡島で放鳥開始                     | 2008年、中国から2羽を寄贈される 2009年、人工繁殖に成功 | 2004年、放鳥開始                                                          |          |
| 2010年代 | 2012年、野生下で放鳥トキが繁殖成功 2019年、絶滅危惧IA類の状態に回復 | 2019年、牛浦沼で放鳥開始                               |                                                                           |          |

### 日本

#### トキの呼称
トキは日本では古くから知られていた。文献等で確認できる、日本におけるトキの呼称は、下記の通りで、『和名抄』が成立した10世紀中期までに「トキ」という読み（発音）が生じている。
- 桃花鳥（ツキ） - 『日本書紀』[注釈 5]
- タウ/トウ - 『新撰字鏡』
- 紅鶴 - 『本草和名』
- トキ - 『和名抄』
- 鴾 - 『延喜式』[注釈 6]
- 唐の鳥（タウ/トウノトリ） - 『御随身三上記』

#### 古代から近世まで

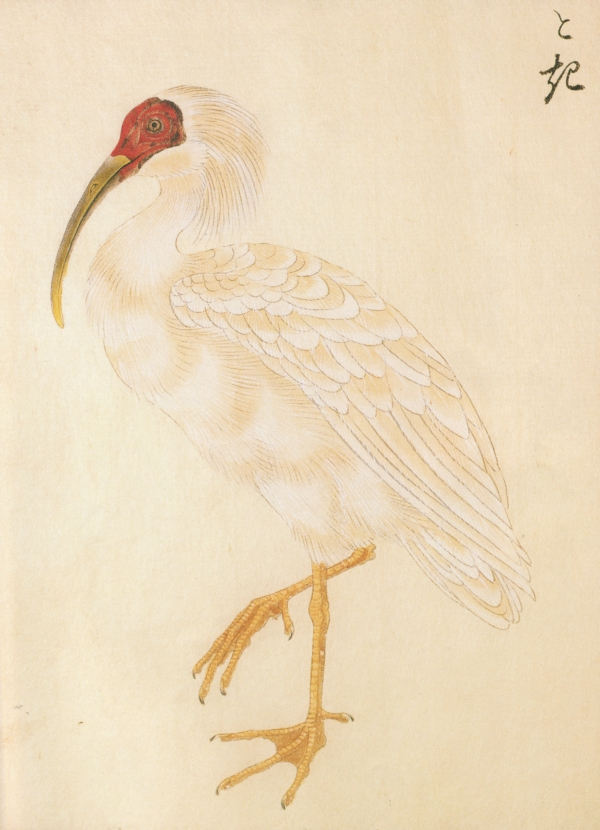
森立之『華鳥譜』（1861年）に描かれているトキ（服部雪斎画）

トキの肉は古くから食用とされ、『本朝食鑑』（1695年）にも美味と記されている。しかし「味はうまいのだが腥（なまぐさ）い」とあり、決して日常的に食されていたのではなく、冷え症の薬や、産後の滋養としてのものであったとされる。
また、羽は『須賀利御太刀』などの工芸品や、羽箒、楊弓の矢羽根、布団、カツオ漁の疑似餌などに用いられていた。
なお、トキは田畑を踏み荒らす害鳥であった。江戸時代において、あまりにトキが多く困っていたため、江戸幕府にトキ駆除の申請を出した地域もあったほどである。
先述の通り、1735年頃の文献では、北海道南部、東北、北陸、中国地方に分布していた。明治に入り、日本で肉食の習慣が広まり、また経済活動の活発化により軍民問わず羽毛の需要が急増したため、肉や羽根を取る目的で乱獲されるようになった。明治中期以降、狩猟に対しても様々な規制が行われたが、トキは規制・保護対象に含まれなかった。

#### 本土絶滅へ
日本では明治時代以降は乱獲、農薬による獲物の減少、山間部の水田の消失などにより大正時代末期には絶滅したと考えられていた。1926年には『新潟県天産誌』に「濫獲の為め ダイサギ等と共に 其跡を絶てり」と記され、翌1927年（昭和2年）には佐渡支庁がトキ発見を懸賞で呼びかけた。その後、昭和に入って1930年（昭和5年）から1932年（昭和7年）にかけて佐渡島で目撃例が報告され、1932年（昭和7年）5月には加茂村（→両津市、現・佐渡市）の和木集落で、翌1933年（昭和8年）には新穂村（現・佐渡市）の新穂山で営巣が確認されたことから、1934年（昭和9年）12月28日に天然記念物に指定された。当時はまだ佐渡島全域、能登半島、隠岐に分布しており、生息数は多くても100羽前後と推定される。
第二次世界大戦後は、1950年（昭和25年）を最後に隠岐諸島に生息していたトキの消息は途絶え、佐渡での生息数も24羽 と激減していたことから、1952年（昭和27年）3月29日に特別天然記念物に指定され、1954年（昭和29年）には佐渡で、1956年（昭和31年）とその翌年には石川県で禁猟区が設定された。しかし、禁猟区には指定されたものの生息地周辺での開発などは制限されなかった。
トキの減少の一因として農薬による身体の汚染（直接的影響）や、餌の減少（間接的影響）があげられる。1960年代に死亡したトキの体内から、有機水銀や有機塩素が確認されている（致死量かは不明）。一方、餓死した個体は確認されていない。日本で化学農薬が使用されるようになったのは1950年代以降 であり、その頃には既に20羽ほどにまで個体数を減らしていた。1953年に佐渡での生息数は12羽に半減し、これは農薬が広く使用されるようになった時期と一致するが、累積的濃縮による中毒とは考えにくい。
民間の佐渡朱鷺愛護会や愛好家の手でも小規模な保護活動が行われるようになったが、1958年（昭和33年）には11羽（佐渡に6羽、能登に5羽）にまで減少した。1959年には、天敵となるテンが人為導入された。1971年（昭和46年）には、能登半島で捕獲された「能里（ノリ）」が死亡し、佐渡島以外では絶滅した。
こうした激減の中で、個体群密度の減少によりアリー効果がえられず、近親交配が繰り返されるようになったことが、産卵の失敗や孵化率の低さに影響したことも指摘されている。

#### 全羽保護、野生絶滅へ
| 名前          | 性別 | 捕獲年月・場所         | 備考 |
| ------------- | ---- | ---------------------- | --- |
| カズ          | メス | 1965年7月（新穂村）    | 幼鳥。腹腔部の大出血により1966年死亡。 |
| フク          | オス | 1965年10月（佐和田町） | 幼鳥。腹腔部の大出血により1968年死亡。 |
| フミ          |      | 1967年6月（新穂村）    | 捕獲時は雛。腹腔部の大出血により1968年死亡。出血の原因は寄生虫と判明。 |
| ヒロ          |      | 1967年6月（新穂村）    | 捕獲時は雛。1968年死亡。 |
| キン          | メス | 1968年3月（真野町）    | 捕獲時は幼鳥。「ノリ」「ミドリ」「ホアホア」とのペアリング・交配はいずれも失敗。 日本産の最後のトキとなった。2003年10月10日死亡。                                                   |
| ノリ （能里） | オス | 1970年1月（穴水町）    | 本州最後のトキ。1971年死亡。 |
| キイロ        | メス | 1981年1月（両津市）    | 寄生虫感染と肺炎により1981年6月17日死亡。 |
| アカ          | メス | 1981年1月（両津市）    | 1981年死亡。 |
| シロ          | メス | 1981年1月（両津市）    | ミドリとのペアリングに成功するが、産卵時に卵が詰まり、1983年死亡。 |
| アオ          | メス | 1981年1月（両津市）    | 捕獲時には既に脚を傷めていた。1986年死亡。 |
| ミドリ        | オス | 1981年1月（両津市）    | 最後に捕獲された5羽のうち唯一のオス。シロとの交配に失敗。 北京動物園に貸し出されるが「ヤオヤオ」との交配は失敗し、帰国。 日本に送られてきたフォンフォンとの交配も失敗。1995年死亡。 |

1965年（昭和40年）、幼鳥2羽（「カズ」と「フク」）を保護したことから人工飼育が試みられるが翌年、「カズ」が死亡。解剖の結果、体内から有機水銀が大量に検出されたため、安全な餌を供給できる保護センターの建設が進められる。1967年（昭和42年）トキ保護センター開設。「フク」と、1967年（昭和42年）に保護された「ヒロ」「フミ」の計3羽がセンターに移された。翌1968年（昭和43年）「トキ子」（後に「キン」と命名される）を保護。1970年（昭和45年）には能登の最後の1羽「能里（ノリ）」を保護し、トキ保護センターに移送する。キンがメス、「能里」がオスだったことや盛んに巣作りを行っていたことから、繁殖に期待が持たれたが、1971年（昭和46年）に「能里」が死亡。人工飼育下の「トキ」はキン1羽となった。（「フク」「ヒロ」および「フミ」は1968年（昭和43年）に死亡）
1968年（昭和43年）にNHKがトキの営巣地である黒滝山上空にヘリコプターを飛ばし空撮を行ったが、1969年（昭和44年）にトキが黒滝山の営巣地を放棄し人里近い両津市へ移動したのは、そのためだという指摘があるが定かではない。
1981年（昭和56年）1月11日から1月23日にかけて、佐渡島に残された最後の野生のトキ5羽全てが捕獲され、佐渡トキ保護センターにおいて、人工飼育下に移された。これにより、日本のトキは野生絶滅したとされる。なお、この時点に至るまでまだ中国でのトキ再発見はされていなかったため、日本のトキが生き残ってる世界最後のトキであると思われており、地球上から絶滅寸前なトキのニュースは日本のメディアで大きな扱いで報じられていた。同年5月に、中国でトキが再発見されている（後述）。

#### 飼育下での繁殖の取り組み
| 年             | 孵化 | 受入   | 放鳥 | 中国移送 | 死亡    | 12月末の総計 |
| -------------- | ---- | ------ | ---- | -------- | ------- | ------------ |
| 1993（平成5）  |      |        |      |          |         | 2            |
| 1994（平成6）  |      | +2     |      |          | -1      | 3            |
| 1995（平成7）  |      |        |      | -1       | -1      | 1            |
| 1996（平成8）  |      |        |      |          |         | 1            |
| 1997（平成9）  |      |        |      |          |         | 1            |
| 1998（平成10） |      |        |      |          |         | 1            |
| 1999（平成11） | +1   | +2 [1] |      |          |         | 4            |
| 2000（平成12） | +2   | +1 [1] |      |          |         | 7            |
| 2001（平成13） | +13  |        |      |          | -2      | 18           |
| 2002（平成14） | +14  |        |      | -2       | -5      | 25           |
| 2003（平成15） | +19  |        |      | -3       | -2      | 39           |
| 2004（平成16） | +22  |        |      |          | -3      | 58           |
| 2005（平成17） | +22  |        |      |          |         | 80           |
| 2006（平成18） | +23  |        |      |          | -6      | 97           |
| 2007（平成19） | +18  | +2 [1] |      | -13      | -9      | 95           |
| 2008（平成20） | +31  |        | -10  |          | -4      | 112          |
| 2009（平成21） | +46  |        | -19  | -10      | -6      | 123          |
| 2010（平成22） | +66  |        | -13  |          | -18     | 158          |
| 2011（平成23） | +56  |        | -36  | -8       | -8      | 162          |
| 2012（平成24） | +60  | +2 [2] | -30  |          | -12     | 182          |
| 2013（平成25） | +53  | +4 [2] | -34  | -7       | -11     | 187          |
| 2014（平成26） | +61  |        | -35  |          | -11     | 202          |
| 2015（平成27） | +38  | +1 [2] | -38  |          | -15 [3] | 188          |
| 2016（平成28） | +44  |        | -37  | -4       | -18     | 173          |
| 2017（平成29） | +53  |        | -37  |          | -8      | 181          |
| 2018（平成30） | +44  | +3 [4] | -38  |          | -11     | 179          |
| 2019（令和元） | +45  | +1 [2] | -37  |          | -11     | 177          |
| 2020（令和2）  | +45  |        | -18  |          | -8      | 173          |

1. 中国からの贈与又は供与
2. 放鳥トキ又は野生下トキを保護
3. 野生復帰ステーションからの逸出1羽を含む
4. 野生下トキの保護1羽、中国からの供与2羽

1993年（平成5年）4月1日に国内希少野生動植物種となり、同年11月26日に保護増殖事業計画が定められた。
1999年（平成11年）9月15日に鳥獣保護及狩猟ニ関スル法律により、保護繁殖を特に図る必要がある鳥獣に指定され、2003年（平成15年）4月15日に鳥獣保護及狩猟ニ関スル法律を全部改正した鳥獣の保護及び狩猟の適正化に関する法律により、希少鳥獣に指定される。
1981年に捕獲され、佐渡トキ保護センターにおいて人工飼育下に移されたトキは足輪の色から「アカ」「シロ」「ミドリ」「キイロ」「アオ」と命名された。この時点において、1981年以前に捕獲されたトキのうち、生き残っていたのは「キン」のみであり、日本産トキはわずか6羽、うちオス個体は「ミドリ」の1羽のみとなっていた。また、年内のうちに「アカ」「キイロ」が死亡。その後、人工繁殖が試みられ、「シロ」と「ミドリ」のカップリングに成功したものの、産卵時に卵が卵管に詰まり「シロ」が死亡したため、繁殖には失敗している。1995年に「ミドリ」が死亡し、2003年10月10日朝には「キン」の死亡が確認され、日本産のトキは全て死亡した。
なお、「中国産」と「日本産」の差異は個体間程度のものにとどまる ため、中国産のトキは外来種ではない。また、昭和初期の佐渡島や韓国には、現在日本で繁殖・放鳥が進められている「中国産」トキと同じ、ミトコンドリアDNAのハプロタイプがタイプ2にあたる個体がいたことも判明しており、日本と大陸の間でも遺伝的交流があったとみられる。「ミドリ」や「キン」の組織は冷凍保存されており、この2羽の皮膚細胞から人工多能性幹細胞（iPS細胞）を作り、日本産の遺伝子を受け継ぐ個体を復活させる取り組みを、国立環境研究所が2012年から開始している。
日本産トキと中国産トキの間の人工繁殖の試みとしては、まず1985年、中国産トキのオス個体「ホアホア」と「キン」との間の繁殖が試みられている。これは1989年まで4期に渡って行われたが成功していない。続いて、1990年には「ミドリ」を中国に移し、3期にわたって北京動物園で飼育されていたメス個体「ヤオヤオ」との間の繁殖が試みられたが、これも失敗に終わっている。中国産トキ同士の人工繁殖の試みは、1994年9月、オス個体「ロンロン」とメス個体「フォンフォン」が中国から佐渡に移され、ペアリングが行われた。しかし、同年12月「ロンロン」が急死したため、人工繁殖を中止し、1995年6月に「フォンフォン」は中国に返還された。さらに、これと前後し1995年4月に「ミドリ」が死亡したため、数年間にわたって日本で飼育されているトキは「キン」のみとなり、人工繁殖は不可能になった。

#### 人工繁殖の成功
1998年（平成10年）、中華人民共和国の江沢民国家主席（当時）が来日し、第125代天皇（当時、現明仁上皇）に中国産トキのつがいを贈呈することを表明した。翌1999年1月11日、天皇に贈呈されたトキを新潟県佐渡郡新穂村（現・佐渡市）の佐渡トキ保護センターで飼育することが発表され、同月30日にオス個体「友友（ヨウヨウ）」とメス個体「洋洋（ヤンヤン）」が来日した。
日本に「贈呈」（譲渡）されたのはこの「友友」と「洋洋」が初めてで、現在でもこの2羽のみである。「友友」と「洋洋」のほかに3羽が日本に送られているが、いずれも中国から「供与」（貸出）されているもので、その個体と日本の個体との間に生まれた子供は、半数（奇数子または偶数子のいずれか、供与時の覚書で都度取り決め）を中国に移送することになっている。
1999年（平成11年）5月21日には、「友友」と「洋洋」の間にオスのヒナが誕生した。環境庁は、同年6月1日に全国の小学生を対象に名前を公募し、7月2日に1万1千通以上の応募結果を踏まえ「優優（ユウユウ）」に決定したと発表した。これが日本初の人工繁殖例であった。その後、「優優」は同年8月6日から「友友」と「洋洋」とともに佐渡トキ保護センターで一般公開された。
2000年（平成12年）、日本における人工繁殖の成功を受け「優優」のペアリング相手としてメス個体「美美（メイメイ）」を中国から供与された。
「友友」「洋洋」のつがいからは、同2000年に2羽（「新新（シンシン）」と「愛愛（アイアイ）」）、2001年（平成13年）に3羽のヒナが誕生している。
2002年（平成14年）からは「友友」と「洋洋」、「優優」と「美美」のつがいを中心に人工繁殖が続けられ、この年から翌2003年（平成15年）にはさらにその子孫のペアで人工繁殖が行われていたほか、2004年（平成16年）には自然育雛にも成功している。以後、つがいが増えたこともあり、順調に人工飼育数は増加している。
なお、環境省は2001年以降は、トキの個体数増加に伴い、固有の名称による管理を廃止している。
飼育数の増加に伴い鳥インフルエンザなどの感染症が発生した場合に一度にすべてが死亡することを避けるため、環境省によりトキの分散飼育が計画され、これに対して新潟県長岡市、島根県出雲市、石川県が受け入れ先として立候補、それぞれトキ亜科の近隣種を導入して飼育・繁殖の訓練を行った。2007年12月に4羽（2つがい）が多摩動物公園に移送され非公開の下で分散飼育が開始された。その後も、2010年1月にいしかわ動物園で、2011年1月に出雲市トキ分散飼育センターで、2011年10月に長岡市トキ分散飼育センターで、それぞれ分散飼育が開始された。
2007年（平成19年）4月11日、中華人民共和国の温家宝首相（当時）が来日し、安倍晋三首相と会談した際、中国側がさらに2羽のトキを供与することで合意し、同日、日本の環境省と中国国家林業局（当時）は覚書を交わした。同年11月に中国から「華陽(ホワヤン)」と「溢水 (イーシュイ)」が供与された。

#### 再導入（野生復帰）の取り組み

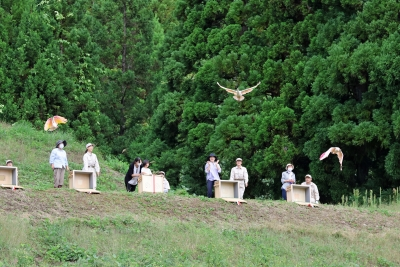
佐渡での放鳥の様子

2008年（平成20年）から佐渡島で種の再導入が進められ、2018年（平成30年）10月までに327羽が放鳥された。
生物の多様性に関する条約（日本は1993年（平成5年）に締結）では、再導入による野生復帰は締結国の責務のひとつである。また、国際自然保護連合も「種の保存委員会」を設置し、その中の「再導入専門家グループ」が1995年（平成7年）に再導入に関するガイドラインを策定していた。
こうしたトキの飼育や繁殖は野生のトキを日本に復活させることを最終目標としており、2007年（平成19年）6月末から「順化ケージ」での野生復帰訓練が始められ、第1回として2008年（平成20年）9月25日に、佐渡市小佐渡山地の西麓地域にて10羽が試験放鳥された。この放鳥により1981年の全鳥捕獲以来、27年ぶりに日本の空にトキが舞ったことになる。放鳥されたトキには個体識別番号（飼育下の個体番号とは別のもの）が付されており、翼のアニマルマーカー（羽の一部に色をつけたもの）や、脚のカラーリング、金属脚環などで個体を識別できるようになっている。うち6羽にはGPS発信器も付けられている。
| 回            | 放鳥日 | 放鳥数 | 放鳥数 | 放鳥数 | 備考 |
| 回            | 放鳥日 | オス | メス | 計 | 備考 |
| ------------- | --- | --- | --- | --- | --- |
| 第1回試験放鳥 | 平成20年9月25日 | 5 | 5 | 10 | ハードリリース |
| 第2回試験放鳥 | 平成21年9月29日 - 10月3日 | 8 | 11 | 19 | ソフトリリース |
| 第3回放鳥     | 平成22年11月1日 - 11月6日 | 8 | 5 | 13 | ソフトリリース |
| 第4回放鳥     | 平成23年3月10日 - 3月13日 | 10 | 8 | 18 | ソフトリリース |
| 第5回放鳥     | 平成23年9月27日 - 9月28日 | 11 | 7 | 18 | ソフトリリース |
| 第6回放鳥     | 平成24年6月8日 - 6月10日 | 10 | 3 | 13 | ソフトリリース |
| 第7回放鳥     | 平成24年9月28日 - 10月1日 | 3 | 14 | 17 | ソフトリリース |
| 第8回放鳥     | 平成25年6月7日 - 6月10日 | 13 | 4 | 17 | ソフトリリース |
| 第9回放鳥     | 平成25年9月27日 - 9月29日 | 3 | 14 | 17 | ソフトリリース |
| 第10回放鳥    | 平成26年6月6日 | 11 | 6 | 17 | ソフトリリース |
| 第11回放鳥    | 平成26年9月26日 - 9月28日 | 4 | 14 | 18 | ソフトリリース |
| 第12回放鳥    | 平成27年6月5日 | 15 | 4 | 19 | ソフトリリース |
| 第13回放鳥    | 平成27年9月25日 | 2 | 17 | 19 | ソフトリリース |
| 第14回放鳥    | 平成28年6月10日 - 6月13日 | 16 | 2 | 18 | ソフトリリース |
| 第15回放鳥    | 平成28年9月23日 - 9月24日 | 5 | 14 | 19 | ソフトリリース |
| 第16回放鳥    | 平成29年6月2日 - 6月4日 | 8 | 10 | 18 | ソフトリリース |
| 第17回放鳥    | 平成29年9月22日 | 14 | 5 | 19 | ソフトリリース |
| 第18回放鳥    | 平成30年6月4日 | 11 | 8 | 19 | ソフトリリース |
| 第19回放鳥    | 平成30年10月15日 - 10月16日 | 19 | 0 | 19 | ハード/ソフトリリース |
| 第20回放鳥    | 令和元年6月7日 | 14 | 6 | 20 | ソフトリリース |
| 第21回放鳥    | 令和元年9月27日、 10月2日 - 10月3日 | 11 | 6 | 17 | ハード/ソフトリリース |
| 第22回放鳥    | 令和2年6月5日 | 11 | 7 | 18 | ソフトリリース |
| 第23回放鳥    | 令和2年9月18日 | 8 | 8 | 16 | ハードリリース |
| 合計          | | 212 | 170 | 382 | |
| 備考          | - 第2回ではNo.17も放鳥されたが、直後に保護されたため除外している。 - 第2回で放鳥されたNo.18とNo.27は、2012年に負傷のため保護された。その後No.18は第7回で再び放鳥されている。No.18の重複カウントにより、総計は実際の「個体数」より1羽多くなっている。 - 第3回で最後に残ったNo.54は負傷していたため中止。 | - 第2回ではNo.17も放鳥されたが、直後に保護されたため除外している。 - 第2回で放鳥されたNo.18とNo.27は、2012年に負傷のため保護された。その後No.18は第7回で再び放鳥されている。No.18の重複カウントにより、総計は実際の「個体数」より1羽多くなっている。 - 第3回で最後に残ったNo.54は負傷していたため中止。 | - 第2回ではNo.17も放鳥されたが、直後に保護されたため除外している。 - 第2回で放鳥されたNo.18とNo.27は、2012年に負傷のため保護された。その後No.18は第7回で再び放鳥されている。No.18の重複カウントにより、総計は実際の「個体数」より1羽多くなっている。 - 第3回で最後に残ったNo.54は負傷していたため中止。 | - 第2回ではNo.17も放鳥されたが、直後に保護されたため除外している。 - 第2回で放鳥されたNo.18とNo.27は、2012年に負傷のため保護された。その後No.18は第7回で再び放鳥されている。No.18の重複カウントにより、総計は実際の「個体数」より1羽多くなっている。 - 第3回で最後に残ったNo.54は負傷していたため中止。 | - 第2回ではNo.17も放鳥されたが、直後に保護されたため除外している。 - 第2回で放鳥されたNo.18とNo.27は、2012年に負傷のため保護された。その後No.18は第7回で再び放鳥されている。No.18の重複カウントにより、総計は実際の「個体数」より1羽多くなっている。 - 第3回で最後に残ったNo.54は負傷していたため中止。 |

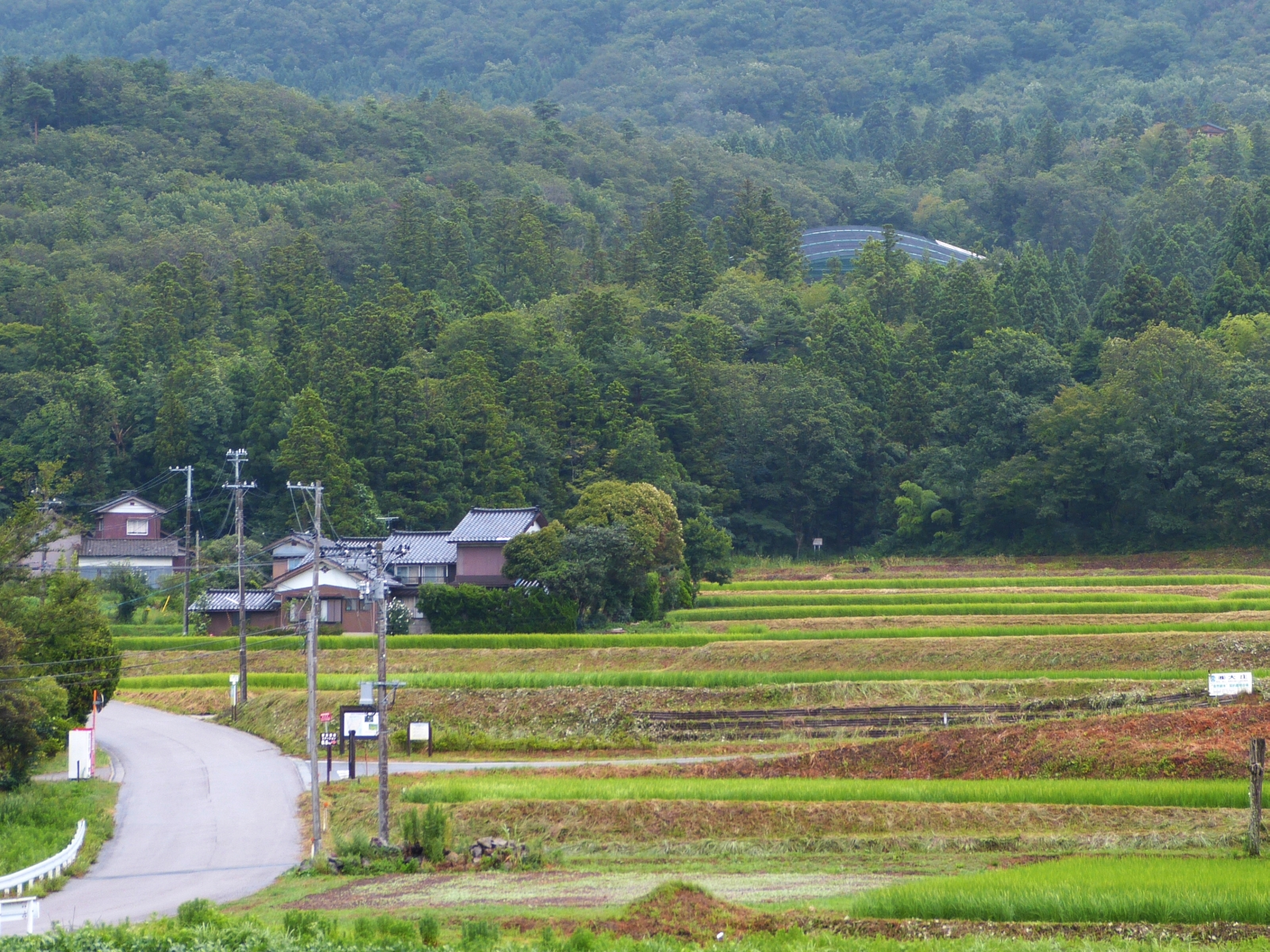
山林の間に見えるのが野生復帰ステーション「順化ケージ」

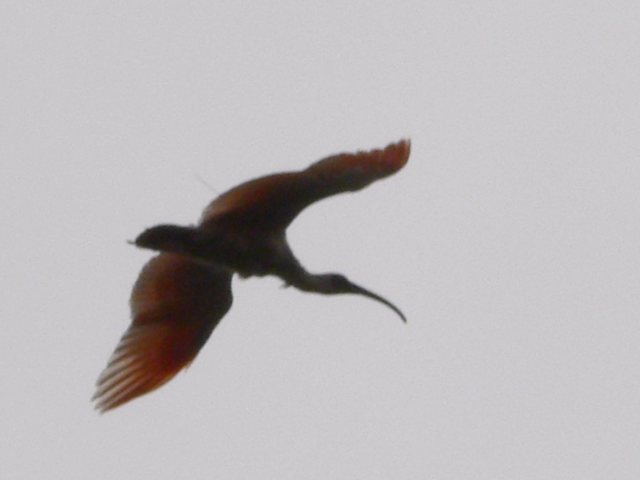
佐渡島で放鳥されたトキ。朱鷺色に透ける翼や、飛行時に首を伸ばすこと、脚が尾羽より飛び出ないことなどが特徴。背中にはGPS発信機が見える。

2009年（平成21年）以降も放鳥は続けられたが、第1回の試験放鳥の際、1羽ずつを小箱に入れて放鳥したためにパニックを起こして散り散りになったことを踏まえ、放鳥場所に設置された仮設ケージで約1か月間に20羽を飼育し、放鳥時はケージを開放してトキが自然に出て行くのを待つ「ソフトリリース方式」を採るようになっている。
本来ならば2010年から春の放鳥も行われる予定であったが、2010年（平成22年）3月10日に佐渡トキ飼育センターの順化ケージがテンに襲われ、9羽が死亡する事故が発生した。テンの対策工事が終わるまで延期されることになり、2011年（平成23年）以降は春と秋の年2回実施するようになっている。また、2012年1月には、猛禽類による負傷で2羽が相次いで保護されている。これらの放鳥は全て佐渡島で行われたものであるが、放鳥後に数羽（特にメス）が佐渡島から離れ、新潟県の本州側や、長野、富山、石川、福井、山形、秋田、宮城、福島の各県にも飛来している。
佐渡市の地元住民の多くはトキの野生復帰に肯定的であるが、反対派や「どちらとも言えない」としている住民も少なからずいる。理由として、高齢化が進む農村においては農作業に必要な除草剤・殺虫剤の使用が制限されること、稲が踏まれて荒らされることなどが挙げられており、これは反対派だけでなく賛成派からも懸念されている。
2012年（平成24年）4月22日、放鳥された個体同士の繁殖による卵のふ化が確認され、野生で36年ぶりのトキ誕生となった。2012年以降は巣立ちが確認され、2014年には再導入後初めて野生下で成熟した個体ができるようになり、2015年以降も野生で成熟した個体数は増加している。翌23日には同じつがいの卵から更に2羽が孵化していたことが判明した。その後確認された雛も含めると、3組のつがいから計8羽のひなが孵化している。2012年に野生で産まれた個体も、2014年に繁殖に成功した。

#### 環境省レッドリストの見直しと今後の方針
2019年（平成31年）1月に発表された環境省レッドリスト2019では、トキのカテゴリを「野生絶滅」から1段階下の「絶滅危惧IA類」へ見直した。これは、放鳥の結果、「野生絶滅」の状況を満たさない状況が5年継続した、と評価されたためである。
2020年（令和2年）時点で、野生で足環管理されているのは、全て「洋洋」「友友」「美美」の子孫である（前述の系図も参照）。そのため、血縁占有度は依然として始祖3羽に大きく偏っており、今後も「華陽」「溢水」の子孫を多く放鳥していく方針である。
2025年（令和7年）のロードマップ策定にあたり検討されている今後の目標は、下記の通り
- 「国内のトキが自然状態で安定的に存続できる状態」となること

とし、具体的な目標は引き続き検討するものの、当面の目標は下記の通り。
- - 成熟個体数が1000羽以上
  - 複数の地域個体群が確立
  - 地域個体群の間で遺伝的な交流がある
  - 生息密度が過密にならない （注：佐渡島の環境収容力は1006～1360羽と予測されている）

### 中国

#### 再発見と保護・人工繁殖
かつては中国においてもトキは非常に広い範囲（北は吉林省、南は福建省、西は甘粛省まで）に生息していたが、20世紀前半に個体数が激減し、1964年甘粛省康県岸門口での目撃報告を最後に見られなくなった。このため、中国科学院動物研究所が「絶滅」の最終確認として生息数調査を行ったところ、1981年5月に陝西省洋県の姚家溝と金家河で野生のトキ7羽を発見した。この7羽は、「秦嶺1号トキ個体群」と呼称され、洋県林業局に「保護グループ」が設立された。
また、成鳥2つがい計4羽と幼鳥3羽で小さな個体群を構成していたこともあり、生息域内保全と生息域外保全との両立が必要であるという研究者間の共通認識から、保全が強力に推進されてきた。トキの生息地では、農業や狩猟に厳しい規制が課せられた。また1981年には姚家溝から衰弱した幼鳥1羽が北京動物園に送られたのを機に、人工飼育が開始された。1986年に同動物園は「トキ飼養繁殖センター」を設立し、1989年には世界初の人工繁殖に成功して「人工増殖個体群」が誕生した。1990年には「トキ救護飼養センター」が設立され、野生で傷病した個体の収容・救護が行われるようになった。
1981年から1993年までは、野生トキの個体数は横ばいだったが、1994年以降急速に増加し、2004年以降は毎年100羽以上が誕生して巣立つようになった。
北京動物園が確立したトキの人工繁殖技術は、中国国家発明賞の二等賞を受賞した。トキの繁殖地は洋県・西郷県・城固県の3県に跨り、行動範囲はさらに南鄭区・仏坪県・勉県・略陽県・石泉県・漢中市漢台区にも及ぶ。人工飼育の拠点としては北京動物園のほか、陝西トキ救護飼養センター（洋県）と陝西省珍希野生動物救護飼育研究センター（周至県）がある。

#### トキ保護区と課題
2001年に陝西省人民政府により、3万7549ヘクタール（例：香川県高松市とほぼ同等の面積）にも及ぶ「陝西省トキ自然保護区」が設立された。2003年に陝西省は「国家級自然保護区」に昇格させるよう中華人民共和国国務院に対する上申を行い、2005年に正式に認められ「陝西漢中トキ国家級自然保護区」（陕西汉中朱䴉国家级自然保护区）となった。同保護区は、洋県（総面積の約9割）と城固県（総面積の約1割）にまたがり、大半が海抜500～1000メートルの丘陵地帯である。中国の保護区は、人の往来を制限するものであるが、陝西漢中トキ国家級自然保護区においては約7万7000人が居住し、その95パーセントが農業に従事しているが、平均所得は極めて低い水準にある。
野生トキ及び生息地の保護により、2009年末時点で野生のトキは760羽に達した。トキの個体数増加により、活動範囲は漢江とその支流にまで広がったが、漢江上流には工場地帯が立地しており、トキの体内に蓄積される化学汚染が懸念される一方、岸部と内陸部の所得格差の解消と言う社会的問題点があるため、共生には課題が多い。保護区内の農民には、農薬・化学肥料の制限が課せられるとともに補償が行われているが、補償額に対する不満と、個体数増加に伴う営巣域拡大による補償総額の増加を抱え、その財源確保は容易ではない。

#### 再導入の取り組み
中国では前述の通り、野生トキが順調に回復した。2004年以降、放鳥が行われ、従来の生息地への再導入が試みられている。トキの再導入計画が進行している地域は、次の通り。
- 陝西省寧陝県
- 陝西省銅川市
- 陝西省千陽県
- 河南省羅山県董寨自然保護区
- 浙江省徳清県

### 朝鮮半島

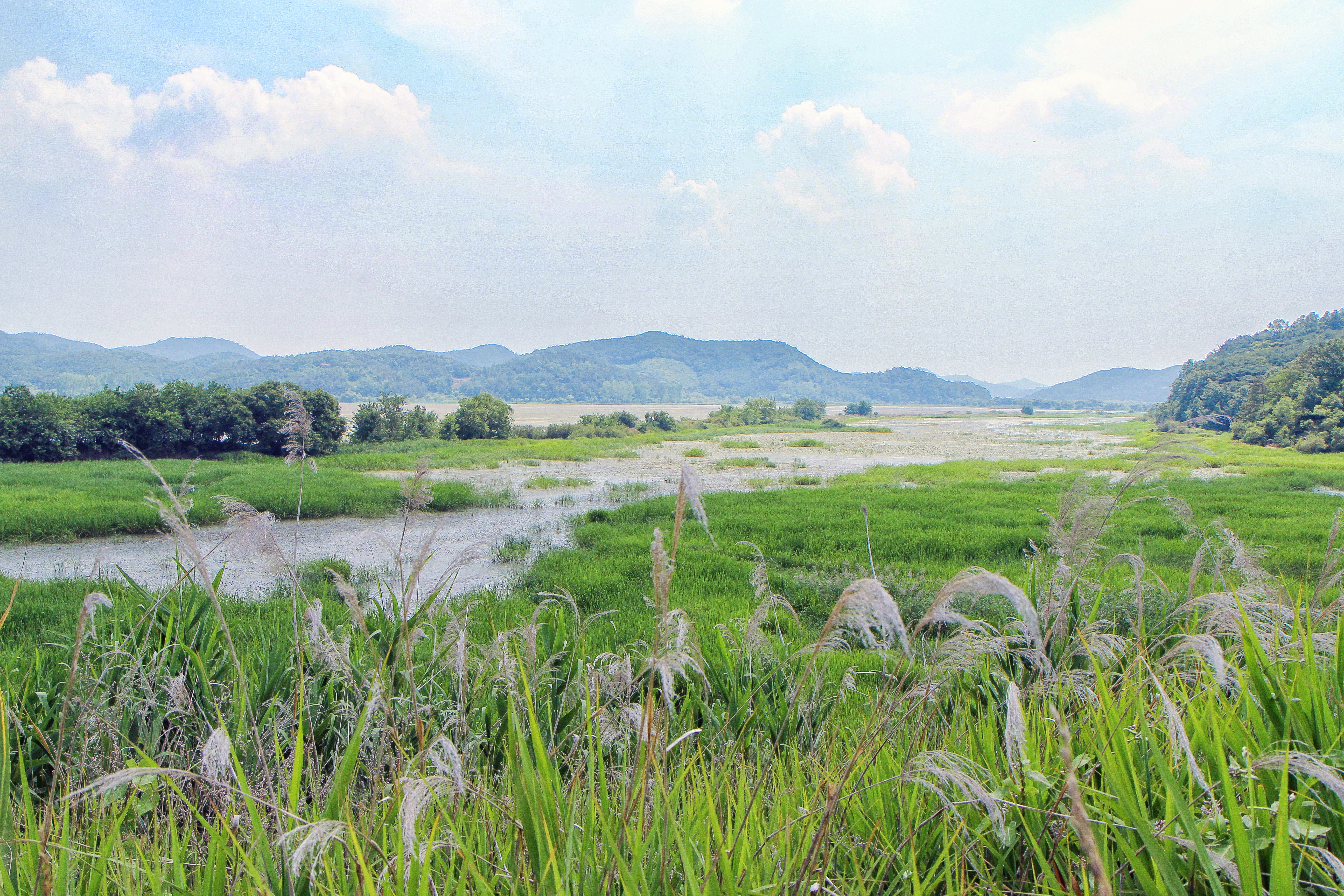
牛浦沼（2014年撮影）

かつては朝鮮半島にも多数のトキが生息したとされ、20世紀初頭には数千羽を超える大群が観察されたこともある。また山階芳麿によると、1936年の時点では京城（現在のソウル）の動物園でも飼育されていたが、他の鳥と一緒にされ、来園者からもほとんど注目されていなかったという。捕獲記録は今泉吉貞による1937年・咸鏡南道咸興のものが最後で、その後は1965年（平安南道師川）、1966年（板門店）、1978年（板門店）と3例の観察記録があるのみ。朝鮮半島では絶滅したものと考えられている。
2008年8月25日、中国の胡錦濤国家主席が韓国にトキを1つがい寄贈することを表明し、同年10月中旬に空路で移送された。これに備えて慶尚南道昌寧郡に牛浦沼トキ復元センターが建設された。
2008年に寄贈されたトキは「洋州（ヤンジョウ/ヤンジュ）」「竜亨（ロンティン/ヨンジョン）」の雌雄、2013年に寄贈されたトキは「白石（バイシー/ペクソク）」「金水（ジンシュイ/キムス）」のオス2羽である（読みは、中国語/朝鮮語の順）。この4羽を軸に人工繁殖が行われ、さらに2017年以降は、各地での分散飼育により鳥インフルエンザ等のリスクに備えた。
2019年、牛浦沼で40羽の放鳥が行われた。

### ロシア
ロシアではアムール川・ウスリー川流域やハンカ湖、イマン湖、シンカイ湖、ウラジオストク周辺などで見られたが、19世紀後半から個体数が減少し始めた。1949年のハバロフスク、1962年のハンカ湖、1963年のハサ湖における観察記録を最後に姿が見られなくなった。

## 文化とトキ

### 伝承
秋田県大館市には以下のような話が伝わっている。
諸国を回っていた左甚五郎という男がおり、大館の地に神社を建てることになった。その途中、腹が減ったので地元の農民に握り飯を乞うたものの、「お前のような下手糞な大工にはやれねぇ」と断られてしまったため、怒って杉のくず材で鳥をかたどり、それに田畑を荒らさせた。その鳥がトキであるが、彼は怒りのために鼻を開けるのを忘れてしまい、そのため鳴き声が鼻声になってしまった。
秋田県では他にもダオ（トキのこと）を用いる慣用句が多数伝えられている。また新潟県に伝わる鳥追歌では、スズメやサギと並んでトキが「一番憎き鳥」として挙げられている。

### 題材とした作品
近年のトキを題材にした作品として、小説では、芥川賞候補・三島賞候補となった阿部和重「ニッポニアニッポン」（2001年）や、篠田節子の「神鳥（イビス）」（1993年）がある。「ニッポニアニッポン」はトキの殺害を計画する少年を描いたもので、「神鳥（イビス）」は獰猛なトキが人間を襲い食らうホラー小説である（なお、実際のトキは決して攻撃的ではなく、人間を恐れすぐ逃げる）。音楽作品では吉松隆の管弦楽曲「朱鷺によせる哀歌」（1980年）や、さだまさし「前夜（桃花鳥(ニッポニア・ニッポン)）」（アルバム「夢の轍」収録・1982年）、鈴木輝昭の女声合唱とピアノのための組曲「朱鷺」（1995年）などが挙げられる。
漫画作品では 矢口高雄「トキ」、村野守美「トキ」、唐沢なをき「からまん」「けだもの会社(カンパニー)」（「トキ課長」が登場）などがある。
日本以外では、日本の統治下にあった朝鮮半島において、独立を願って「トキ」と題した童謡が制作された。

## 日本の郵便物の意匠

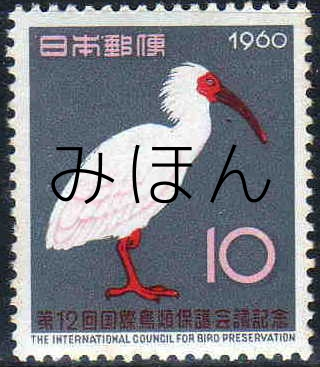
1960年発行、第12回国際鳥類保護会議記念切手

- 1960年（昭和35年）5月24日発行、10円切手 - 、東京で開かれた第12回国際鳥類保護会議において国際保護鳥に指定されたことを記念[172]。
- 1981年（昭和56年）7月27日発行、60円切手 - 自然公園50年記念[173]
- 1999年（平成11年）7月16日発行、80円切手 - ふるさと切手（信越）として「佐渡のトキ」[174] [175]
- 2000年（平成12年）8月1日発行、官製はがき[176]。
- 2009年（平成21年）7月8日発行 -　「地方自治法施行60周年記念シリーズ 新潟県」のシート中80円切手にトキが描かれる[177]。
- 2015年（平成27年）2月2日発行、10円切手 - 普通切手のデザイン変更による[178]。

## 保全状態評価
| 国際的 な指定 | - 国際保護鳥 - 1960年 （半世紀ものあいだ放置されている指定制度であり、現在では特に意味はない） |
| 日本          | - 特別天然記念物（文化財保護法） - 1934年（天然記念物）、1952年（特別天然記念物） - 国内希少野生動植物種（種の保存法） - 1993年 - 希少鳥獣（鳥獣の保護及び狩猟の適正化に関する法律） - 2003年 - 絶滅危惧IA類（環境省レッドリスト） - 2019年 |
| 中国          | - 国家一級重点保護動物 - 1989年 - 瀕危（中国瀕危動物紅皮書） |
| 韓国          | - 天然記念物 - 1968年 - 絶滅危機野生動植物 - 2012年 |

### 生育環境保全に関する国家間の協力体制
- 中国国家林業局の依頼により、日本政府が出資する国際協力機構を通じた「人とトキが共生できる地域環境づくりプロジェクト」が2010年9月から2015年9月までの5カ年計画で中国陝西省洋県及び寧陝県、河南省羅山県で実施されている[182]。ODA活動による日本側からの専門家派遣及び国別研修・トキの生息環境の整備に必要な施設や機材の供与等と中国現地の協力体制により、現地の生態環境調査等が行われ、トキを含む自然環境の整備、トキの野生復帰を目指した体制構築等の取組み、また関係者によるトキ野生復帰現場への視察等により自然環境保全意識の向上等の効果がもたらされている。また、中国側では、生物多様性の保護と農業生産を両立させるプロジェクトの規範としている。